# David Romer
David Romer (* 13. März 1958) ist der Herman Royer Professor für Politische Ökonomie an der University of California, Berkeley, der Autor eines akademischen Standardwerks der Makroökonomie sowie vieler einflussreicher ökonomischer Schriften. Er ist ein Mitbegründer des Neukeynesianismus. Zudem ist er der Ehemann und enger Mitarbeiter der ehemaligen Vorsitzenden des Council of Economic Advisers, Christina Romer.

## Bildungsweg und frühe Karriere
Romer erhielt 1980 seinen Bachelor an der Princeton University, als Jahrgangsbester abschließend, und arbeitete 1980/82 als Junior Staff Economist für den Council of Economic Advisers, bevor er mit seinem Ph.D. an der Massachusetts Institute of Technology begann, welchen er 1985 abschloss. Seine Bachelorthese wurde in der renommierten Fachzeitschrift Review of Economics and Statistics publiziert. Nach dem Abschluss seines Doktors, startete er als Assistenzprofessor an der Princeton University. Im Jahre 1988 zog er an die University of California, Berkeley, und wurde dort 1993 zum vollwertigen Professor befördert.

## Forschung
Romers frühen Forschungsarbeiten machten ihn zu einem der Wortführer des Neukeynesianismus.
In neueren Veröffentlichungen hat Romer mit Christina Romer über die Haushalts- und Geldpolitik von den 1950er bis zur Gegenwart gearbeitet, wobei er Notizen des Federal Open Market Committee (FOMC) und von der Fed bereitgestelltes Material verwendete, um zu verstehen, wie die Federal Reserve ihre Entscheidungen trifft. Seine Arbeit deutet darauf hin, dass die gute Politik der Federal Reserve Anteil an dem Verdienst relativ stabilen Wirtschaftswachstums in den 1950er Jahren zukommt, und dass die Mitglieder des FOMC von Zeit zu Zeit bessere Entscheidungen hätten treffen können, wenn sie sich stärker auf die Vorhersagen, die von professionellen Mitarbeitern der Fed erarbeitet worden waren, verlassen hätten.
Seit Neuestem beschäftigen sich die Romers mit dem Einfluss der Steuerpolitik auf den Staat und das allgemeine Wirtschaftswachstum. Diese Arbeit betrachtet die geschichtlichen Aufzeichnungen über US-Steuerveränderungen im Zeitraum von 1945 bis 2007, jedoch unter Ausschluss „endogener“ Steuerveränderungen, welche durchgeführt wurden, um Rezessionen zu bekämpfen oder Regierungsausgaben auszugleichen. Deren Studien stellten nun fest, dass „exogene“ Steuererhöhungen, beispielsweise um geerbte Haushaltsdefizite zu reduzieren, das Wirtschaftswachstum reduzieren (jedoch nach 1980 weniger stark als davor). Romer und Romer meinen im Übrigen auch, dass es „keinen Anhaltspunkt für die Hypothese gibt, dass Steuersenkungen die Regierungsausgaben beschränken; tatsächlich […] können Steuersenkungen die Ausgaben erhöhen. Die Ergebnisse weisen auch darauf hin, dass der Haupteffekt von Steuersenkungen auf das Regierungsbudget darin besteht, nachfolgende gesetzliche Steuererhöhungen herbeizuführen.“
David Romer hat jedoch auch zu für Makroökonomen ein wenig unüblichen Themen geschrieben, z. B. wie “Gehen Studenten zum Unterricht? Sollten Sie?”, und “Maximieren Unternehmen? Beweise aus dem professionellen [American] Football.”

## Beruflicher Werdegang
Er ist ein Mitglied des Führungsgremiums des American Economic Association, der Empfänger eines Forschungsstipendiums der Alfred P. Sloan Stiftung (Sloan Research Fellowship), ein Partner der American Academy of Arts and Sciences, und ein für drei Jahre Begünstigter der angesehenen Preise für Lehre und Beratung von Berkeleys Graduate Economic Association. Romer ist Ko-Direktor des Program in Monetary Economics am National Bureau of Economic Research sowie Mitglied des Business Cycle Dating Committee.
Er ist der Verfasser von Advanced Macroeconomics, eine akademische Standardschrift der Makroökonomie, und er ist ein Herausgeber von Brookings Papers on Economic Activity. Zudem wurde Romer 2006 in die American Academy of Arts and Sciences gewählt.

## Familie
Er ist mit Christina Romer verheiratet, die seine Kollegin in der Abteilung für Volkswirtschaftslehre an der University of California, Berkeley ist. Beide arbeiten beim Großteil ihrer Forschung zusammen. Zusammen haben sie drei Kinder.
Der Ökonom Gregory Mankiw war David Romers Trauzeuge.

## Werke
- mit George A. Akerlof, Olivier Blanchard, Joseph E. Stiglitz (Hrsg.): What Have We Learned? Macroeconomic Policy after the Crisis. MIT Press, Cambridge 2014, ISBN 978-0-262-02734-2.
- Advanced Macroeconomics. McGraw-Hill, New York 1996, ISBN 0-07-053667-8.